# Белсем-Лейк (містечко, Вісконсин)
Белсем-Лейк (англ. Balsam Lake) — місто (англ. town) в США, в окрузі Полк штату Вісконсин. Населення — 1416 осіб (2020).

## Демографія
Згідно з переписом 2010 року, у місті мешкало 1411 осіб у 568 домогосподарствах у складі 430 родин. Було 1093 помешкання
Расовий склад населення:
| - 96,7 % — білих - 1,7 % — корінних американців - 0,2 % — чорних або афроамериканців - 0,2 % — азіатів |

До двох чи більше рас належало 0,8 %. Частка іспаномовних становила 1,2 % від усіх жителів.
За віковим діапазоном населення розподілялося таким чином: 21,1 % — особи молодші 18 років, 61,7 % — особи у віці 18—64 років, 17,2 % — особи у віці 65 років та старші. Медіана віку мешканця становила 47,0 року. На 100 осіб жіночої статі у місті припадало 103,9 чоловіків;  на 100 жінок у віці від 18 років та старших — 107,3 чоловіків також старших 18 років.
Середній дохід на одне домашнє господарство  становив 85 872 долари США (медіана — 68 750), а середній дохід на одну сім'ю — 95 371 долар (медіана — 75 402). Медіана доходів становила 50 714 долари для чоловіків та 44 861 долар для жінок. За межею бідності перебувало 6,3 % осіб, у тому числі 7,5 % дітей у віці до 18 років та 3,5 % осіб у віці 65 років та старших.
Цивільне працевлаштоване населення становило 798 осіб. Основні галузі зайнятості: освіта, охорона здоров'я та соціальна допомога — 28,7 %, виробництво — 22,4 %, мистецтво, розваги та відпочинок — 8,8 %, будівництво — 8,4 %.